# Tour de Arabia Saudita 2022
La 2.ª edición del Tour de Arabia Saudita fue una carrera de ciclismo en ruta por etapas que se celebró entre el 1 y el 5 de febrero de 2022 en Arabia Saudita.
La carrera formó parte del UCI Asia Tour 2022, calendario ciclístico de los Circuitos Continentales UCI, dentro de la categoría 2.1 y fue ganada por el belga Maxim Van Gils del Lotto Soudal. Completaron el podio, como segundo y tercer clasificado respectivamente, el colombiano Santiago Buitrago del Bahrain Victorious y el portugués Rui Costa del UAE Emirates.

## Equipos participantes
Tomaron parte en la carrera 15 equipos: 8 de categoría UCI WorldTeam, 5 de categoría UCI ProTeam y 2 de categoría Continental. Formaron así un pelotón de 96 ciclistas de los que acabaron 86. Los equipos participantes fueron:
| WorldTeams (8)- UAE Team Emirates - Bahrain Victorious - Bora-Hansgrohe - Cofidis - Lotto-Soudal - Quick-Step Alpha Vinyl - BikeExchange-Jayco - Team DSM ProTeams (5)- Alpecin-Fenix - B&B Hotels-KTM - Arkéa-Samsic - TotalEnergies - Uno-X Pro Cycling Team Equipos continentales (2)- Kuwait Pro Cycling Team - Terengganu Polygon Cycling Team |
| |

## Recorrido
El Tour de Arabia Saudita dispuso de cinco etapas para un recorrido total de 831,3 kilómetros.
| Etapa     | Fecha    | Recorrido                     | type            | Distancia (km) | Desnivel (m) | Ganador           | Líder             |
| --------- | -------- | ----------------------------- | --------------- | -------------- | ------------ | ----------------- | ----------------- |
| 1.ª etapa | 1 de feb | Winter Park – Winter Park     | etapa llana     | 198            | 1117 m       | Caleb Ewan        | Caleb Ewan        |
| 2.ª etapa | 2 de feb | Taibah University – Abu Rawka | etapa escarpada | 163,9          | 1669 m       | Santiago Buitrago | Santiago Buitrago |
| 3.ª etapa | 3 de feb | Taima – Al-Ula                | etapa llana     | 181,2          | 854 m        | Dylan Groenewegen | Santiago Buitrago |
| 4.ª etapa | 4 de feb | Winter Park – Harrat Rahat    | etapa escarpada | 149,3          | 1300 m       | Maxim Van Gils    | Maxim Van Gils    |
| 5.ª etapa | 5 de feb | Al-Ula – Al-Ula               | etapa llana     | 138,9          | 753 m        | Dylan Groenewegen | Maxim Van Gils    |

## Desarrollo de la carrera

### 1.ª etapa
| Winter Park - Winter Park | etapa llana | (198 km) |

| \| Clasificación de la etapa \| Clasificación de la etapa \| Clasificación de la etapa \| Clasificación de la etapa \| Clasificación de la etapa \| \| Ciclista \| Ciclista \| Equipo \| Tiempo \| \| \| ------------------------- \| ------------------------- \| ------------------------- \| ------------------------- \| ------------------------- \| \| 1.º \| Caleb Ewan \| Lotto-Soudal \| 4 h 41 min 52 s \| \| \| 2.º \| Martin Laas \| Bora-Hansgrohe \| + 0 s \| \| \| 3.º \| Fernando Gaviria \| UAE Team Emirates \| + 0 s \| \| \| 4.º \| Jasper De Buyst \| Lotto-Soudal \| + 0 s \| \| \| 5.º \| Niccolò Bonifazio \| TotalEnergies \| + 0 s \| \| \| 6.º \| Felix Groß \| UAE Team Emirates \| + 0 s \| \| \| 7.º \| Simon Dehairs \| Alpecin-Fenix \| + 0 s \| \| \| 8.º \| Davide Ballerini \| Quick-Step Alpha Vinyl \| + 0 s \| \| \| 9.º \| Jérémy Lecroq \| B&B Hotels-KTM \| + 0 s \| \| \| 10.º \| Simone Consonni \| Cofidis \| + 0 s \| \| |                   |                        |                 |
| |                   |                        |                 |
| Fuente: ProCyclingStats |                   |                        |                 |
| Clasificación de la etapa |                   |                        |                 |
| Ciclista | Ciclista          | Equipo                 | Tiempo          |
| 1.º | Caleb Ewan        | Lotto-Soudal           | 4 h 41 min 52 s |
| 2.º | Martin Laas       | Bora-Hansgrohe         | + 0 s           |
| 3.º | Fernando Gaviria  | UAE Team Emirates      | + 0 s           |
| 4.º | Jasper De Buyst   | Lotto-Soudal           | + 0 s           |
| 5.º | Niccolò Bonifazio | TotalEnergies          | + 0 s           |
| 6.º | Felix Groß        | UAE Team Emirates      | + 0 s           |
| 7.º | Simon Dehairs     | Alpecin-Fenix          | + 0 s           |
| 8.º | Davide Ballerini  | Quick-Step Alpha Vinyl | + 0 s           |
| 9.º | Jérémy Lecroq     | B&B Hotels-KTM         | + 0 s           |
| 10.º | Simone Consonni   | Cofidis                | + 0 s           |

| \| Clasificación general \| Clasificación general \| Clasificación general \| Clasificación general \| Clasificación general \| \| Ciclista \| Ciclista \| Equipo \| Tiempo \| \| \| --------------------- \| ---------------------- \| ---------------------- \| --------------------- \| --------------------- \| \| 1.º \| Caleb Ewan \| Lotto-Soudal \| 4 h 41 min 42 s \| \| \| 2.º \| Martin Laas \| Bora-Hansgrohe \| + 4 s \| \| \| 3.º \| Fernando Gaviria \| UAE Team Emirates \| + 6 s \| \| \| 4.º \| Rui Alberto Costa \| UAE Team Emirates \| + 7 s \| \| \| 5.º \| Martin Bugge Urianstad \| Uno-X Pro Cycling Team \| + 8 s \| \| \| 6.º \| Tim Declercq \| Quick-Step Alpha Vinyl \| + 9 s \| \| \| 7.º \| Jasper De Buyst \| Lotto-Soudal \| + 10 s \| \| \| 8.º \| Niccolò Bonifazio \| TotalEnergies \| + 10 s \| \| \| 9.º \| Felix Groß \| UAE Team Emirates \| + 10 s \| \| \| 10.º \| Simon Dehairs \| Alpecin-Fenix \| + 10 s \| \| |                        |                        |                 |
| |                        |                        |                 |
| Fuente: ProCyclingStats |                        |                        |                 |
| Clasificación general |                        |                        |                 |
| Ciclista | Ciclista               | Equipo                 | Tiempo          |
| 1.º | Caleb Ewan             | Lotto-Soudal           | 4 h 41 min 42 s |
| 2.º | Martin Laas            | Bora-Hansgrohe         | + 4 s           |
| 3.º | Fernando Gaviria       | UAE Team Emirates      | + 6 s           |
| 4.º | Rui Alberto Costa      | UAE Team Emirates      | + 7 s           |
| 5.º | Martin Bugge Urianstad | Uno-X Pro Cycling Team | + 8 s           |
| 6.º | Tim Declercq           | Quick-Step Alpha Vinyl | + 9 s           |
| 7.º | Jasper De Buyst        | Lotto-Soudal           | + 10 s          |
| 8.º | Niccolò Bonifazio      | TotalEnergies          | + 10 s          |
| 9.º | Felix Groß             | UAE Team Emirates      | + 10 s          |
| 10.º | Simon Dehairs          | Alpecin-Fenix          | + 10 s          |

### 2.ª etapa
| Taibah University - Abu Rawka | etapa escarpada | (163,9 km) |

| \| Clasificación de la etapa \| Clasificación de la etapa \| Clasificación de la etapa \| Clasificación de la etapa \| Clasificación de la etapa \| \| Ciclista \| Ciclista \| Equipo \| Tiempo \| \| \| ------------------------- \| ------------------------- \| ------------------------- \| ------------------------- \| ------------------------- \| \| 1.º \| Santiago Buitrago \| Bahrain Victorious \| 3 h 43 min 51 s \| \| \| 2.º \| Andrea Bagioli \| Quick-Step Alpha Vinyl \| + 1 s \| \| \| 3.º \| Anthon Charmig \| Uno-X Pro Cycling Team \| + 7 s \| \| \| 4.º \| Maxim Van Gils \| Lotto-Soudal \| + 7 s \| \| \| 5.º \| Rui Alberto Costa \| UAE Team Emirates \| + 7 s \| \| \| 6.º \| Caleb Ewan \| Lotto-Soudal \| + 7 s \| \| \| 7.º \| Axel Zingle \| Cofidis \| + 11 s \| \| \| 8.º \| Rui Oliveira \| UAE Team Emirates \| + 11 s \| \| \| 9.º \| Cyril Barthe \| B&B Hotels-KTM \| + 11 s \| \| \| 10.º \| Benjamin Declercq \| Arkéa-Samsic \| + 11 s \| \| |                   |                        |                 |
| |                   |                        |                 |
| Fuente: ProCyclingStats |                   |                        |                 |
| Clasificación de la etapa |                   |                        |                 |
| Ciclista | Ciclista          | Equipo                 | Tiempo          |
| 1.º | Santiago Buitrago | Bahrain Victorious     | 3 h 43 min 51 s |
| 2.º | Andrea Bagioli    | Quick-Step Alpha Vinyl | + 1 s           |
| 3.º | Anthon Charmig    | Uno-X Pro Cycling Team | + 7 s           |
| 4.º | Maxim Van Gils    | Lotto-Soudal           | + 7 s           |
| 5.º | Rui Alberto Costa | UAE Team Emirates      | + 7 s           |
| 6.º | Caleb Ewan        | Lotto-Soudal           | + 7 s           |
| 7.º | Axel Zingle       | Cofidis                | + 11 s          |
| 8.º | Rui Oliveira      | UAE Team Emirates      | + 11 s          |
| 9.º | Cyril Barthe      | B&B Hotels-KTM         | + 11 s          |
| 10.º | Benjamin Declercq | Arkéa-Samsic           | + 11 s          |

| \| Clasificación general \| Clasificación general \| Clasificación general \| Clasificación general \| Clasificación general \| \| Ciclista \| Ciclista \| Equipo \| Tiempo \| \| \| --------------------- \| ----------------------- \| ---------------------- \| --------------------- \| --------------------- \| \| 1.º \| Santiago Buitrago \| Bahrain Victorious \| 8 h 25 min 33 s \| \| \| 2.º \| Caleb Ewan \| Lotto-Soudal \| + 7 s \| \| \| 3.º \| Anthon Charmig \| Uno-X Pro Cycling Team \| + 13 s \| \| \| 4.º \| Rui Alberto Costa \| UAE Team Emirates \| + 14 s \| \| \| 5.º \| Maxim Van Gils \| Lotto-Soudal \| + 17 s \| \| \| 6.º \| Tim Declercq \| Quick-Step Alpha Vinyl \| + 20 s \| \| \| 7.º \| Simone Consonni \| Cofidis \| + 21 s \| \| \| 8.º \| Cyril Barthe \| B&B Hotels-KTM \| + 21 s \| \| \| 9.º \| Danny van Poppel \| Bora-Hansgrohe \| + 21 s \| \| \| 10.º \| Rubén Fernández Andújar \| Cofidis \| + 21 s \| \| |                         |                        |                 |
| |                         |                        |                 |
| Fuente: ProCyclingStats |                         |                        |                 |
| Clasificación general |                         |                        |                 |
| Ciclista | Ciclista                | Equipo                 | Tiempo          |
| 1.º | Santiago Buitrago       | Bahrain Victorious     | 8 h 25 min 33 s |
| 2.º | Caleb Ewan              | Lotto-Soudal           | + 7 s           |
| 3.º | Anthon Charmig          | Uno-X Pro Cycling Team | + 13 s          |
| 4.º | Rui Alberto Costa       | UAE Team Emirates      | + 14 s          |
| 5.º | Maxim Van Gils          | Lotto-Soudal           | + 17 s          |
| 6.º | Tim Declercq            | Quick-Step Alpha Vinyl | + 20 s          |
| 7.º | Simone Consonni         | Cofidis                | + 21 s          |
| 8.º | Cyril Barthe            | B&B Hotels-KTM         | + 21 s          |
| 9.º | Danny van Poppel        | Bora-Hansgrohe         | + 21 s          |
| 10.º | Rubén Fernández Andújar | Cofidis                | + 21 s          |

### 3.ª etapa
| Taima - Al-Ula | etapa llana | (181,2 km) |

| \| Clasificación de la etapa \| Clasificación de la etapa \| Clasificación de la etapa \| Clasificación de la etapa \| Clasificación de la etapa \| \| Ciclista \| Ciclista \| Equipo \| Tiempo \| \| \| ------------------------- \| ------------------------- \| ------------------------- \| ------------------------- \| ------------------------- \| \| 1.º \| Dylan Groenewegen \| BikeExchange-Jayco \| 5 h 11 min 22 s \| \| \| 2.º \| Daniel McLay \| Arkéa-Samsic \| + 0 s \| \| \| 3.º \| Caleb Ewan \| Lotto-Soudal \| + 0 s \| \| \| 4.º \| Danny van Poppel \| Bora-Hansgrohe \| + 0 s \| \| \| 5.º \| Alberto Dainese \| Team DSM \| + 0 s \| \| \| 6.º \| Fernando Gaviria \| UAE Team Emirates \| + 0 s \| \| \| 7.º \| Erlend Blikra \| Uno-X Pro Cycling Team \| + 0 s \| \| \| 8.º \| Jasper De Buyst \| Lotto-Soudal \| + 0 s \| \| \| 9.º \| Simone Consonni \| Cofidis \| + 0 s \| \| \| 10.º \| Davide Ballerini \| Quick-Step Alpha Vinyl \| + 0 s \| \| |                   |                        |                 |
| |                   |                        |                 |
| Fuente: ProCyclingStats |                   |                        |                 |
| Clasificación de la etapa |                   |                        |                 |
| Ciclista | Ciclista          | Equipo                 | Tiempo          |
| 1.º | Dylan Groenewegen | BikeExchange-Jayco     | 5 h 11 min 22 s |
| 2.º | Daniel McLay      | Arkéa-Samsic           | + 0 s           |
| 3.º | Caleb Ewan        | Lotto-Soudal           | + 0 s           |
| 4.º | Danny van Poppel  | Bora-Hansgrohe         | + 0 s           |
| 5.º | Alberto Dainese   | Team DSM               | + 0 s           |
| 6.º | Fernando Gaviria  | UAE Team Emirates      | + 0 s           |
| 7.º | Erlend Blikra     | Uno-X Pro Cycling Team | + 0 s           |
| 8.º | Jasper De Buyst   | Lotto-Soudal           | + 0 s           |
| 9.º | Simone Consonni   | Cofidis                | + 0 s           |
| 10.º | Davide Ballerini  | Quick-Step Alpha Vinyl | + 0 s           |

| \| Clasificación general \| Clasificación general \| Clasificación general \| Clasificación general \| Clasificación general \| \| Ciclista \| Ciclista \| Equipo \| Tiempo \| \| \| --------------------- \| ----------------------- \| ---------------------- \| --------------------- \| --------------------- \| \| 1.º \| Santiago Buitrago \| Bahrain Victorious \| 13 h 36 min 55 s \| \| \| 2.º \| Caleb Ewan \| Lotto-Soudal \| + 3 s \| \| \| 3.º \| Rui Alberto Costa \| UAE Team Emirates \| + 13 s \| \| \| 4.º \| Anthon Charmig \| Uno-X Pro Cycling Team \| + 13 s \| \| \| 5.º \| Maxim Van Gils \| Lotto-Soudal \| + 17 s \| \| \| 6.º \| Tim Declercq \| Quick-Step Alpha Vinyl \| + 20 s \| \| \| 7.º \| Simone Consonni \| Cofidis \| + 21 s \| \| \| 8.º \| Danny van Poppel \| Bora-Hansgrohe \| + 21 s \| \| \| 9.º \| Cyril Barthe \| B&B Hotels-KTM \| + 21 s \| \| \| 10.º \| Rubén Fernández Andújar \| Cofidis \| + 21 s \| \| |                         |                        |                  |
| |                         |                        |                  |
| Fuente: ProCyclingStats |                         |                        |                  |
| Clasificación general |                         |                        |                  |
| Ciclista | Ciclista                | Equipo                 | Tiempo           |
| 1.º | Santiago Buitrago       | Bahrain Victorious     | 13 h 36 min 55 s |
| 2.º | Caleb Ewan              | Lotto-Soudal           | + 3 s            |
| 3.º | Rui Alberto Costa       | UAE Team Emirates      | + 13 s           |
| 4.º | Anthon Charmig          | Uno-X Pro Cycling Team | + 13 s           |
| 5.º | Maxim Van Gils          | Lotto-Soudal           | + 17 s           |
| 6.º | Tim Declercq            | Quick-Step Alpha Vinyl | + 20 s           |
| 7.º | Simone Consonni         | Cofidis                | + 21 s           |
| 8.º | Danny van Poppel        | Bora-Hansgrohe         | + 21 s           |
| 9.º | Cyril Barthe            | B&B Hotels-KTM         | + 21 s           |
| 10.º | Rubén Fernández Andújar | Cofidis                | + 21 s           |

### 4.ª etapa
| Winter Park - Harrat Rahat | etapa escarpada | (149,3 km) |

| \| Clasificación de la etapa \| Clasificación de la etapa \| Clasificación de la etapa \| Clasificación de la etapa \| Clasificación de la etapa \| \| Ciclista \| Ciclista \| Equipo \| Tiempo \| \| \| ------------------------- \| ------------------------- \| ------------------------- \| ------------------------- \| ------------------------- \| \| 1.º \| Maxim Van Gils \| Lotto-Soudal \| 3 h 32 min 39 s \| \| \| 2.º \| Luka Mezgec \| BikeExchange-Jayco \| + 40 s \| \| \| 3.º \| Tim Declercq \| Quick-Step Alpha Vinyl \| + 40 s \| \| \| 4.º \| Danny van Poppel \| Bora-Hansgrohe \| + 40 s \| \| \| 5.º \| Rui Alberto Costa \| UAE Team Emirates \| + 40 s \| \| \| 6.º \| Daniel Oss \| TotalEnergies \| + 40 s \| \| \| 7.º \| Alexis Renard \| Cofidis \| + 40 s \| \| \| 8.º \| Santiago Buitrago \| Bahrain Victorious \| + 40 s \| \| \| 9.º \| Andrea Bagioli \| Quick-Step Alpha Vinyl \| + 44 s \| \| \| 10.º \| Alexandre Geniez \| TotalEnergies \| + 1 min 19 s \| \| |                   |                        |                 |
| |                   |                        |                 |
| Fuente: ProCyclingStats |                   |                        |                 |
| Clasificación de la etapa |                   |                        |                 |
| Ciclista | Ciclista          | Equipo                 | Tiempo          |
| 1.º | Maxim Van Gils    | Lotto-Soudal           | 3 h 32 min 39 s |
| 2.º | Luka Mezgec       | BikeExchange-Jayco     | + 40 s          |
| 3.º | Tim Declercq      | Quick-Step Alpha Vinyl | + 40 s          |
| 4.º | Danny van Poppel  | Bora-Hansgrohe         | + 40 s          |
| 5.º | Rui Alberto Costa | UAE Team Emirates      | + 40 s          |
| 6.º | Daniel Oss        | TotalEnergies          | + 40 s          |
| 7.º | Alexis Renard     | Cofidis                | + 40 s          |
| 8.º | Santiago Buitrago | Bahrain Victorious     | + 40 s          |
| 9.º | Andrea Bagioli    | Quick-Step Alpha Vinyl | + 44 s          |
| 10.º | Alexandre Geniez  | TotalEnergies          | + 1 min 19 s    |

| \| Clasificación general \| Clasificación general \| Clasificación general \| Clasificación general \| Clasificación general \| \| Ciclista \| Ciclista \| Equipo \| Tiempo \| \| \| --------------------- \| --------------------- \| ---------------------- \| --------------------- \| --------------------- \| \| 1.º \| Maxim Van Gils \| Lotto-Soudal \| 17 h 09 min 38 s \| \| \| 2.º \| Santiago Buitrago \| Bahrain Victorious \| + 36 s \| \| \| 3.º \| Rui Alberto Costa \| UAE Team Emirates \| + 48 s \| \| \| 4.º \| Tim Declercq \| Quick-Step Alpha Vinyl \| + 52 s \| \| \| 5.º \| Danny van Poppel \| Bora-Hansgrohe \| + 57 s \| \| \| 6.º \| Daniel Oss \| TotalEnergies \| + 57 s \| \| \| 7.º \| Anthon Charmig \| Uno-X Pro Cycling Team \| + 1 min 29 s \| \| \| 8.º \| Alexandre Geniez \| TotalEnergies \| + 1 min 36 s \| \| \| 9.º \| Alexis Renard \| Cofidis \| + 1 min 45 s \| \| \| 10.º \| Simone Consonni \| Cofidis \| + 1 min 46 s \| \| |                   |                        |                  |
| |                   |                        |                  |
| Fuente: ProCyclingStats |                   |                        |                  |
| Clasificación general |                   |                        |                  |
| Ciclista | Ciclista          | Equipo                 | Tiempo           |
| 1.º | Maxim Van Gils    | Lotto-Soudal           | 17 h 09 min 38 s |
| 2.º | Santiago Buitrago | Bahrain Victorious     | + 36 s           |
| 3.º | Rui Alberto Costa | UAE Team Emirates      | + 48 s           |
| 4.º | Tim Declercq      | Quick-Step Alpha Vinyl | + 52 s           |
| 5.º | Danny van Poppel  | Bora-Hansgrohe         | + 57 s           |
| 6.º | Daniel Oss        | TotalEnergies          | + 57 s           |
| 7.º | Anthon Charmig    | Uno-X Pro Cycling Team | + 1 min 29 s     |
| 8.º | Alexandre Geniez  | TotalEnergies          | + 1 min 36 s     |
| 9.º | Alexis Renard     | Cofidis                | + 1 min 45 s     |
| 10.º | Simone Consonni   | Cofidis                | + 1 min 46 s     |

### 5.ª etapa
| Al-Ula - Al-Ula | etapa llana | (138,9 km) |

| \| Clasificación de la etapa \| Clasificación de la etapa \| Clasificación de la etapa \| Clasificación de la etapa \| Clasificación de la etapa \| \| Ciclista \| Ciclista \| Equipo \| Tiempo \| \| \| ------------------------- \| ------------------------- \| ------------------------- \| ------------------------- \| ------------------------- \| \| 1.º \| Dylan Groenewegen \| BikeExchange-Jayco \| 2 h 56 min 10 s \| \| \| 2.º \| Daniel McLay \| Arkéa-Samsic \| + 0 s \| \| \| 3.º \| Davide Ballerini \| Quick-Step Alpha Vinyl \| + 0 s \| \| \| 4.º \| Fernando Gaviria \| UAE Team Emirates \| + 0 s \| \| \| 5.º \| Danny van Poppel \| Bora-Hansgrohe \| + 0 s \| \| \| 6.º \| Niccolò Bonifazio \| TotalEnergies \| + 0 s \| \| \| 7.º \| Jasper De Buyst \| Lotto-Soudal \| + 0 s \| \| \| 8.º \| Jérémy Lecroq \| B&B Hotels-KTM \| + 0 s \| \| \| 9.º \| Erlend Blikra \| Uno-X Pro Cycling Team \| + 0 s \| \| \| 10.º \| Alberto Dainese \| Team DSM \| + 0 s \| \| |                   |                        |                 |
| |                   |                        |                 |
| Fuente: ProCyclingStats |                   |                        |                 |
| Clasificación de la etapa |                   |                        |                 |
| Ciclista | Ciclista          | Equipo                 | Tiempo          |
| 1.º | Dylan Groenewegen | BikeExchange-Jayco     | 2 h 56 min 10 s |
| 2.º | Daniel McLay      | Arkéa-Samsic           | + 0 s           |
| 3.º | Davide Ballerini  | Quick-Step Alpha Vinyl | + 0 s           |
| 4.º | Fernando Gaviria  | UAE Team Emirates      | + 0 s           |
| 5.º | Danny van Poppel  | Bora-Hansgrohe         | + 0 s           |
| 6.º | Niccolò Bonifazio | TotalEnergies          | + 0 s           |
| 7.º | Jasper De Buyst   | Lotto-Soudal           | + 0 s           |
| 8.º | Jérémy Lecroq     | B&B Hotels-KTM         | + 0 s           |
| 9.º | Erlend Blikra     | Uno-X Pro Cycling Team | + 0 s           |
| 10.º | Alberto Dainese   | Team DSM               | + 0 s           |

## Clasificaciones finales
- Las clasificaciones finalizaron de la siguiente forma:[2]

### Clasificación general
| \| Clasificación general \| Clasificación general \| Clasificación general \| Clasificación general \| Clasificación general \| \| Ciclista \| Ciclista \| Equipo \| Tiempo \| \| \| --------------------- \| --------------------- \| ---------------------- \| --------------------- \| --------------------- \| \| 1.º \| Maxim Van Gils \| Lotto-Soudal \| 20 h 05 min 48 s \| \| \| 2.º \| Santiago Buitrago \| Bahrain Victorious \| + 36 s \| \| \| 3.º \| Rui Alberto Costa \| UAE Team Emirates \| + 48 s \| \| \| 4.º \| Tim Declercq \| Quick-Step Alpha Vinyl \| + 52 s \| \| \| 5.º \| Danny van Poppel \| Bora-Hansgrohe \| + 54 s \| \| \| 6.º \| Daniel Oss \| TotalEnergies \| + 57 s \| \| \| 7.º \| Anthon Charmig \| Uno-X Pro Cycling Team \| + 1 min 29 s \| \| \| 8.º \| Alexandre Geniez \| TotalEnergies \| + 1 min 36 s \| \| \| 9.º \| Benjamin Declercq \| Arkéa-Samsic \| + 1 min 45 s \| \| \| 10.º \| Alexis Renard \| Cofidis \| + 1 min 45 s \| \| |                   |                        |                  |
| |                   |                        |                  |
| Fuente: ProCyclingStats |                   |                        |                  |
| Clasificación general |                   |                        |                  |
| Ciclista | Ciclista          | Equipo                 | Tiempo           |
| 1.º | Maxim Van Gils    | Lotto-Soudal           | 20 h 05 min 48 s |
| 2.º | Santiago Buitrago | Bahrain Victorious     | + 36 s           |
| 3.º | Rui Alberto Costa | UAE Team Emirates      | + 48 s           |
| 4.º | Tim Declercq      | Quick-Step Alpha Vinyl | + 52 s           |
| 5.º | Danny van Poppel  | Bora-Hansgrohe         | + 54 s           |
| 6.º | Daniel Oss        | TotalEnergies          | + 57 s           |
| 7.º | Anthon Charmig    | Uno-X Pro Cycling Team | + 1 min 29 s     |
| 8.º | Alexandre Geniez  | TotalEnergies          | + 1 min 36 s     |
| 9.º | Benjamin Declercq | Arkéa-Samsic           | + 1 min 45 s     |
| 10.º | Alexis Renard     | Cofidis                | + 1 min 45 s     |

### Clasificación de los puntos
| Clasificación por puntos | Clasificación por puntos | Clasificación por puntos | Clasificación por puntos | Clasificación por puntos |
| Ciclista                 | Ciclista                 | Equipo                   | Puntos                   |                          |
| ------------------------ | ------------------------ | ------------------------ | ------------------------ | ------------------------ |
| 1.º                      | Dylan Groenewegen        | BikeExchange-Jayco       | 30 pts                   |                          |
| 2.º                      | Caleb Ewan               | Lotto-Soudal             | 29 pts                   |                          |
| 3.º                      | Daniel McLay             | Arkéa-Samsic             | 24 pts                   |                          |
| 4.º                      | Maxim Van Gils           | Lotto-Soudal             | 22 pts                   |                          |
| 5.º                      | Fernando Gaviria         | UAE Team Emirates        | 21 pts                   |                          |
| 6.º                      | Danny van Poppel         | Bora-Hansgrohe           | 20 pts                   |                          |
| 7.º                      | Santiago Buitrago        | Bahrain Victorious       | 18 pts                   |                          |
| 8.º                      | Jasper De Buyst          | Lotto-Soudal             | 14 pts                   |                          |
| 9.º                      | Andrea Bagioli           | Quick-Step Alpha Vinyl   | 14 pts                   |                          |
| 10.º                     | Davide Ballerini         | Quick-Step Alpha Vinyl   | 13 pts                   |                          |

### Clasificación de los jóvenes
| Clasificación del mejor joven | Clasificación del mejor joven | Clasificación del mejor joven | Clasificación del mejor joven | Clasificación del mejor joven |
| Ciclista                      | Ciclista                      | Equipo                        | Tiempo                        |                               |
| ----------------------------- | ----------------------------- | ----------------------------- | ----------------------------- | ----------------------------- |
| 1.º                           | Maxim Van Gils                | Lotto-Soudal                  | 20 h 05 min 48 s              |                               |
| 2.º                           | Santiago Buitrago             | Bahrain Victorious            | + 36 s                        |                               |
| 3.º                           | Anthon Charmig                | Uno-X Pro Cycling Team        | + 1 min 29 s                  |                               |
| 4.º                           | Alexis Renard                 | Cofidis                       | + 1 min 45 s                  |                               |
| 5.º                           | Donavan Grondin               | Arkéa-Samsic                  | + 2 min 13 s                  |                               |
| 6.º                           | Filip Maciejuk                | Bahrain Victorious            | + 4 min 03 s                  |                               |
| 7.º                           | Alberto Dainese               | Team DSM                      | + 5 min 17 s                  |                               |
| 8.º                           | Casper van Uden               | Team DSM                      | + 8 min 22 s                  |                               |
| 9.º                           | Alexander Konychev            | BikeExchange-Jayco            | + 11 min 35 s                 |                               |
| 10.º                          | Jordi Meeus                   | Bora-Hansgrohe                | + 13 min 48 s                 |                               |

### Clasificación por equipos
| Clasificación por equipos | Clasificación por equipos | Clasificación por equipos | Clasificación por equipos |
| Equipo                    | Equipo                    | Tiempo                    |                           |
| ------------------------- | ------------------------- | ------------------------- | ------------------------- |
| 1.º                       | Quick-Step Alpha Vinyl    | 60 h 22 min 44 s          |                           |
| 2.º                       | Bora-Hansgrohe            | + 41 s                    |                           |
| 3.º                       | TotalEnergies             | + 45 s                    |                           |
| 4.º                       | Bahrain Victorious        | + 1 min 10 s              |                           |
| 5.º                       | BikeExchange-Jayco        | + 2 min 45 s              |                           |
| 6.º                       | B&B Hotels-KTM            | + 5 min 25 s              |                           |
| 7.º                       | Lotto-Soudal              | + 9 min 13 s              |                           |
| 8.º                       | UAE Team Emirates         | + 9 min 59 s              |                           |
| 9.º                       | Cofidis                   | + 10 min 16 s             |                           |
| 10.º                      | Team DSM                  | + 13 min 28 s             |                           |

## Evolución de las clasificaciones
| Etapa                   | Vencedor                | Clasificación general | Clasificación de los puntos | Clasificación de las metas volantes | Clasificación de los jóvenes | Clasificación por equipos |
| ----------------------- | ----------------------- | --------------------- | --------------------------- | ----------------------------------- | ---------------------------- | ------------------------- |
| 1.ª                     | Caleb Ewan              | Caleb Ewan            | Caleb Ewan                  | Martin Urianstad                    | Martin Urianstad             | Lotto Soudal              |
| 2.ª                     | Santiago Buitrago       | Santiago Buitrago     | Caleb Ewan                  | Martin Urianstad                    | Santiago Buitrago            | Cofidis                   |
| 3.ª                     | Dylan Groenewegen       | Santiago Buitrago     | Caleb Ewan                  | Martin Urianstad                    | Santiago Buitrago            | Cofidis                   |
| 4.ª                     | Maxim Van Gils          | Maxim Van Gils        | Caleb Ewan                  | Martin Urianstad                    | Maxim Van Gils               | Quick-Step Alpha Vinyl    |
| 5.ª                     | Dylan Groenewegen       | Maxim Van Gils        | Dylan Groenewegen           | Martin Urianstad                    | Maxim Van Gils               | Quick-Step Alpha Vinyl    |
| Clasificaciones finales | Clasificaciones finales | Maxim Van Gils        | Dylan Groenewegen           | Martin Urianstad                    | Maxim Van Gils               | Quick-Step Alpha Vinyl    |

## UCI World Ranking
El Tour de Arabia Saudita otorgó puntos para el UCI World Ranking para corredores de los equipos en las categorías UCI WorldTeam, UCI ProTeam y Continental. Las siguientes tablas son el baremo de puntuación y los diez corredores que obtuvieron más puntos:
| Posición              | 1.º | 2.º | 3.º | 4.º | 5.º | 6.º | 7.º | 8.º | 9.º | 10.º | 11.º | 12.º | 13.º-15.º | 16.º-25.º |
| Clasificación general | 125 | 85  | 70  | 60  | 50  | 40  | 35  | 30  | 25  | 20   | 15   | 10   | 5         | 3         |
| Por etapa             | 14  | 5   | 3   |     |     |     |     |     |     |      |      |      |           |           |
| Líder                 | 3   |     |     |     |     |     |     |     |     |      |      |      |           |           |

| Clasificación |                   |                        |         |       |       |       |
| Posición      | Ciclista          | Equipo                 | General | Etapa | Líder | Total |
| ------------- | ----------------- | ---------------------- | ------- | ----- | ----- | ----- |
| 1.º           | Maxim Van Gils    | Lotto Soudal           | 125     | 14    | 3     | 142   |
| 2.º           | Santiago Buitrago | Bahrain Victorious     | 85      | 14    | 6     | 105   |
| 3.º           | Rui Costa         | UAE Emirates           | 70      | -     | -     | 70    |
| 4.º           | Tim Declercq      | Quick-Step Alpha Vinyl | 60      | 3     | -     | 63    |
| 5.º           | Danny van Poppel  | Bora-Hansgrohe         | 50      | -     | -     | 50    |
| 6.º           | Daniel Oss        | TotalEnergies          | 40      | -     | -     | 40    |
| 7.º           | Anthon Charmig    | Uno-X                  | 35      | 3     | -     | 38    |
| 8.º           | Alexandre Geniez  | TotalEnergies          | 30      | -     | -     | 30    |
| 9.º           | Dylan Groenewegen | BikeExchange-Jayco     | -       | 28    | -     | 28    |
| 10.º          | Benjamin Declercq | Arkéa Samsic           | 25      | -     | -     | 25    |